# Gmina Nowy Dwór Gdański
Die Gmina Nowy Dwór Gdański ist eine Stadt-und-Landgemeinde im Powiat Nowodworski der Woiwodschaft Pommern in Polen. Ihr Sitz befindet sich in der Stadt Nowy Dwór Gdański [ˈnɔvɨ ˈdvur ˈgdaɲsci] (deutsch Tiegenhof) mit etwa 10.000 Einwohnern.

## Geographische Lage
Die Gemeinde liegt etwa 20 Kilometer westlich der Stadt Elbląg (Elbing) und 30 Kilometer südöstlich von Danzig an der Tuja (Tiege) in der Nähe des Südwestufers des Frischen Haffs.

## Geschichte
Im Rahmen der ersten polnischen Teilung kam das Gebiet der heutigen Gmina 1772 zum Staat Preußen und lag ab 1773 in der neu geschaffenen Provinz Westpreußen. Nach dem Friedensvertrag von Versailles kamen Tiegenhof und Region 1920 zum Landkreis Großes Werder, der bis 1939 Teil der Freien Stadt Danzig war.
Während des Zweiten Weltkriegs gehörte das Gebiet noch einmal zum Deutschen Reich. Am 15. Mai 1945 wurde Westpreußen unter polnische Verwaltung gestellt. Soweit die deutschen Einwohner nicht geflohen waren, wurden sie in der darauf folgenden Zeit größtenteils aus den Orten vertrieben.
In den Jahren 1975–1998 gehörte die Gemeinde zur Woiwodschaft Elbląg.

## Gliederung
Zur Stadt- und Landgemeinde Nowy Dwór Gdański gehören folgende Ortschaften:
| Polnischer Name         | Deutscher Name (bis 1945)                 |
| ----------------------- | ----------------------------------------- |
| Cyganek                 | Tiegenhagen                               |
| Cyganka                 | Platenhof                                 |
| Gozdawa                 | Neustädterwald                            |
| Jazowa                  | Einlage                                   |
| Kępiny Małe             | Zeyersvorderkampen                        |
| Kępki                   | Zeyer                                     |
| Kmiecin                 | Fürstenau                                 |
| Łączki Myszewskie       | Klein Mausdorferweide                     |
| Leśnowo, jetzt: Cyganek | Reimerswalde                              |
| Lubieszewo              | Ladekopp                                  |
| Lubieszewo Pierwsze     |                                           |
| Lubieszynek Drugi       |                                           |
| Marynowy                | Marienau                                  |
| Marzęcino               | Jungfer                                   |
| Myszewko                | Kleinmausdorf                             |
| Myszkowo                |                                           |
| Nowinki                 | Neudorf                                   |
| Nowy Dwór Gdański       | Tiegenhof                                 |
| Orliniec                | Neulanghorst                              |
| Orłówko                 |                                           |
| Orłowo                  | Orloff                                    |
| Orłowskie Pole          | Orlofferfelde                             |
| Osłonka                 | Grenzdorf A                               |
| Piecewo                 | Pietzkendorf                              |
| Piotrowo                | Niederpetershagen                         |
| Powalina                | Walldorf                                  |
| Rakowe Pole             |                                           |
| Rakowiska               | Krebsfelde                                |
| Rakowo                  |                                           |
| Robakowiec              | Robach                                    |
| Różewo                  | Fürstenauerweide                          |
| Rychnowo Żuławskie      | Rückenau                                  |
| Ryki                    |                                           |
| Solnica                 | Lakendorf                                 |
| Starocin                | Reinland                                  |
| Stawiec                 | Neuteichsdorf                             |
| Stobna                  | Stuba                                     |
| Suchowo                 | Rosenort                                  |
| Swaryszewo              | Keitlau                                   |
| Trojaki                 | Drillinge                                 |
| Tuja                    | Tiege                                     |
| Wężowiec                | Strauchkampen (1896–1945 Nogathaffkampen) |
| Wężownica               |                                           |
| Wierciny                | Wolfsdorf                                 |
| Zawadka                 | Hakendorf                                 |
| Żelichowo               | Petershagen                               |

## Persönlichkeiten
- Abraham Esau (* 1884 in Tiegenhagen; † 1955), deutscher Physiker, einer der ersten Funkamateure
- Otto Andres (* 1902 in Tiegenhagen; † 1975), deutscher Politiker (NSDAP)
- Kurt Tiedke (* 1924 in Krebsfelde; † 2015), deutscher Politiker (DDR).